# Synagoge (Kolbsheim)

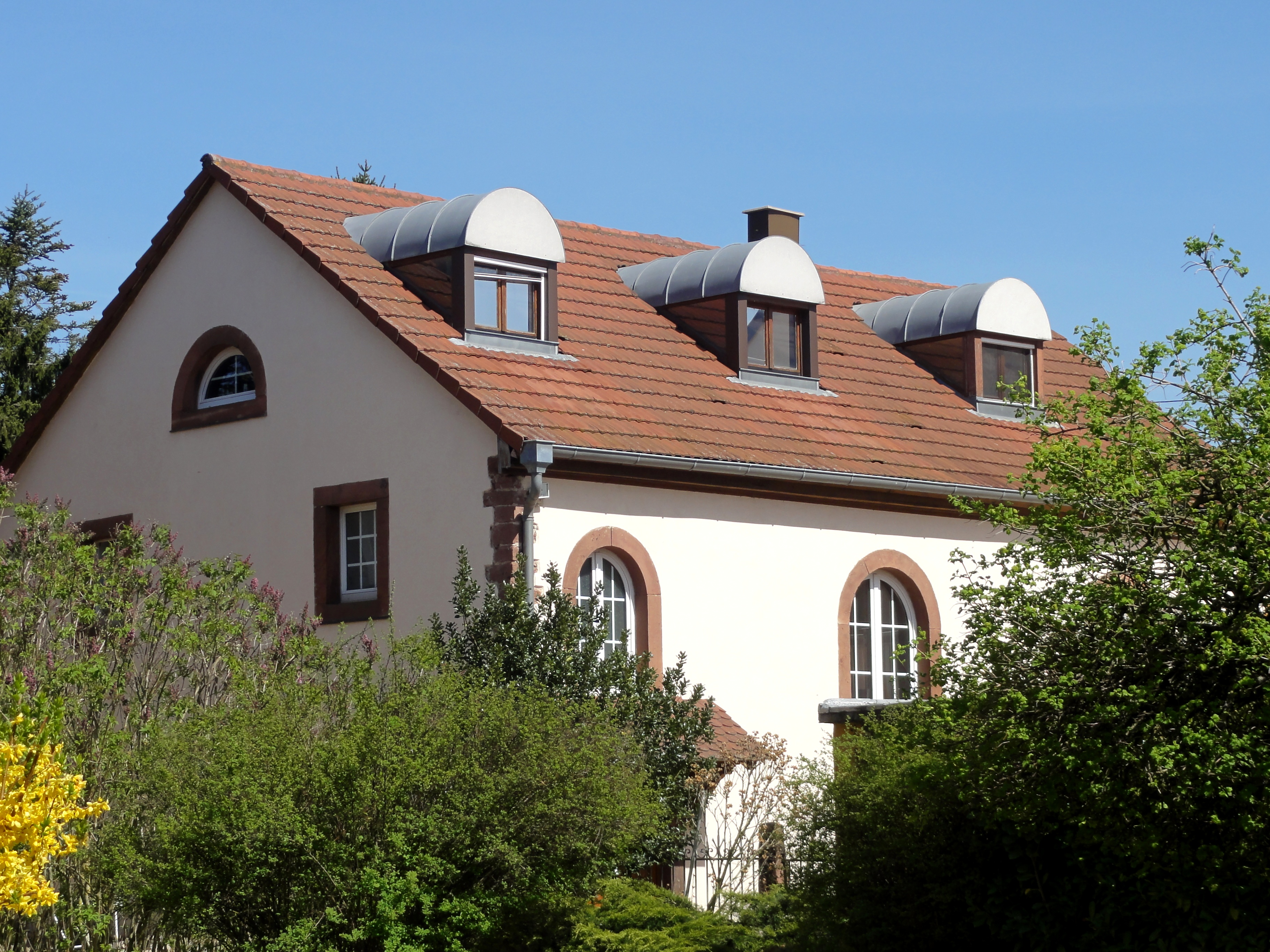
Ehemalige Synagoge in Kolbsheim, 2015

Die Synagoge in Kolbsheim, einer französischen Gemeinde im Département Bas-Rhin in der Region Grand Est, wurde ursprünglich im 17. Jahrhundert errichtet. Die profanierte Synagoge befindet sich in der Rue de la Liberté Nr. 10.
Die aus dem 17. Jahrhundert stammende Synagoge wurde 1843 umgebaut und 1909 renoviert. 
Nach 1945 wurde das Gebäude wieder einige Jahre als Synagoge genutzt. Im Jahr 1963 wurde sie profaniert und verkauft. Zunächst wurde das Synagogengebäude als Lagerraum genutzt und 1988/89 in ein Wohnhaus umgebaut. Die erhaltenen Rundbogenfenster erinnern an ihre ehemalige Verwendung.